# Doctor González
Doctor González es una localidad del estado mexicano de Nuevo León. Es cabecera del municipio de Doctor González.

## Demografía
| Censo | Población |
| ----- | --------- |
| 1900  | 1191      |
| 1910  | 984       |
| 1921  | 929       |
| 1930  | 1195      |
| 1940  | 1205      |
| 1950  | 1176      |
| 1960  | 963       |
| 1970  | 967       |
| 1980  | 1152      |
| 1990  | 1957      |
| 1995  | 1705      |
| 2000  | 1890      |
| 2005  | 1988      |
| 2010  | 2092      |
| 2020  | 2210      |